# Vincent Puma
Vincent Puma (ur. 12 lutego 1968) – amerykański wioślarz.

## Osiągnięcia
- Mistrzostwa Świata – Banyoles 2004 – dwójka ze sternikiem – 8. miejsce[1].
- Mistrzostwa Świata – Eton 2006 – dwójka ze sternikiem – 4. miejsce[1].
- Mistrzostwa Świata – Linz 2008 – dwójka ze sternikiem – 9. miejsce[1].